# Пьяцца, Винсент
Винсент Фрэнсис Пьяцца (англ. Vincent Francis Piazza; род. 25 мая 1976, Мидл Виллидж, Куинс, Нью-Йорк, США) — американский актёр. Наиболее известен ролями гангстера Лаки Лучано в телесериале HBO «Подпольная империя», Эрла Хефнера в комедийной драме «Гранит науки» (2007) и певца Томми Де Вито в музыкальной драме Клинта Иствуда «Парни из Джерси» (2014).

## Ранние годы
Пьяцца родился и вырос в Куинсе, Нью-Йорк. Его отец — итальянец, эмигрировавший в США в начале 1960-х годов, мать — немка по происхождению. Семейство Пьяцца не отличалось высоким достатком, и отец Винсента работал на нескольких работах, чтобы содержать семью, в которой, помимо Винсента, были ещё брат и сестра.
Во время учёбы в Archbishop Molloy High School в Куинсе, Пьяцца занимался футболом и хоккеем, получая стипендии за успехи в учёбе и спорте. Также он был принят в ученическое Национальное общество почёта. После окончания школы с отличием он получил академические стипендии и предложения о поступлении от нескольких учебных заведений, но выбрал частный университет Вилланова, где специализировался на спортивном и медиа-менеджменте, а также играл в хоккей за университетскую команду. Через год он получил травму плеча, из-за которой ему пришлось бросить спорт и покинуть университет.

## Карьера
Бросив учёбу, Пьяцца начал брать уроки актёрского мастерства у Элис Спивак и присоединился к театральной группе TerraNOVA Collective в Lion Theatre в Нью-Йорке. Сыграв в ряде бродвейских постановок, в 2006 году он дебютировал в полнометражном фильме «Стефани Дейли», а затем снялся в телефильме «Рассвет» и в одном из эпизодов сериала «Закон и порядок: Преступное намерение».
В 2007 году Пьяцца появился в трёх эпизодах шестого сезона телесериала «Клан Сопрано». Он описал свой опыт работы над этим сериалом как «невероятный» и сказал, что готов сыграть в любых его приквелах или сиквелах, если его пригласят. В том же году он снялся в роли Эрла Хефнера, старшего брата главного героя фильма, страдающего клептоманией в фильме «Гранит науки». Кроме того, Винс снялся в таких независимых фильмах, как «Прощай, детка», «Повязать жёлтую ленточку» и «Извинение», а также появился в эпизоде сериала «Закон и порядок». Также он сыграл роль Тони в четвёртом сезоне телесериала «Спаси меня».
В 2008 году Пьяцца сыграл роль Рики Делакруса в фильме «Убийство школьного президента». Первоначально он пробовался на другую роль, но режиссёру Бретту Саймону так понравилась его роль в фильме «Гранит науки», что он настоял на том, чтобы Винсент сыграл именно Рика. Чтобы овладеть пуэрто-риканским акцентом для этой роли, Винс обратился к знакомой, которая руководила пуэрто-риканским театром на Манхэттене и обычно обучала пуэрториканцев американскому акценту. Пьяцца также получил роль в пилотном эпизоде сериала «Голубая кровь», срежиссированного Бреттом Ратнером, но шоу так и не получило зелёный свет.
В 2010—2014 годах Пьяцца играл роль итало-американского мафиози Лаки Лучано в сериале «Подпольная империя». В 2013 году Пьяцца сыграл роль певца и музыканта Томми Де Вито, одного из основателей группы The Four Seasons, в экранизации бродвейского мюзикла «Парни из Джерси» режиссёра Клинта Иствуда. Чтобы сыграть Де Вито, Пьяцца брал уроки вокала, танцев и игры на гитаре.

## Личная жизнь
С июня 2011 года по ноябрь 2012 года Пьяцца состоял в отношениях с певицей Эшли Симпсон. В мае 2018 года актриса Генезис Родригес объявила о помолвке с Винсентом Пьяцца.

## Фильмография
| Год       |     | Русское название                      | Оригинальное название                    | Роль                |
| --------- | --- | ------------------------------------- | ---------------------------------------- | ------------------- |
| 2005      | кор | —                                     | Color of a Doubt: An Urban Fable         | Крис Паркер         |
| 2006      | ф   | Стефани Дейли                         | Stephanie Daley                          | Джефф               |
| 2006      | в   | Уроки Вуду                            | The Dawn                                 | Скотт               |
| 2006      | с   | Закон и порядок: Преступное намерение | Law & Order: Criminal Intent             | Эрик Ньюсам         |
| 2006      | кор | —                                     | Back to the Front                        | Кларк               |
| 2006—2007 | с   | Клан Сопрано                          | The Sopranos                             | Эрнан О’Брайен      |
| 2007      | ф   | Гранит науки                          | Rocket Science                           | Эрл Хефнер          |
| 2007      | кор | —                                     | Darjeeling                               | Джереми             |
| 2007      | ф   | Прощай, детка                         | Goodbye Baby                             | Доминик             |
| 2007      | ф   | Повязать жёлтую ленточку              | Tie a Yellow Ribbon                      | Эд                  |
| 2007      | с   | Закон и порядок                       | Law & Order                              | Питер Харрис        |
| 2007      | кор | —                                     | Yeah No Definitely                       | Кэм                 |
| 2007      | с   | Спаси меня                            | Rescue Me                                | Тони                |
| 2008      | ф   | Убийство школьного президента         | Assassination of a High School President | Рики Делакрус       |
| 2008      | ф   | Коротко о парнях 5                    | Boys Briefs 5: Schoolboys                | Кэм                 |
| 2008      | тф  | Голубая кровь                         | Blue Blood                               | Бобби Моран         |
| 2010      | ф   | —                                     | Polish Bar                               | Рубен               |
| 2010—2014 | с   | Подпольная империя                    | Boardwalk Empire                         | Лаки Лучано         |
| 2014      | ф   | 3 ночи в пустыне                      | 3 Nights in the Desert                   | Барри               |
| 2014      | ф   | Парни из Джерси                       | Jersey Boys                              | Томми Де Вито       |
| 2015      | ф   | Подражатель                           | The Wannabe                              | Томас               |
| 2015      | ф   | —                                     | Surviving Me: The Nine Circles of Sophie | Джимми              |
| 2016      | ф   | Вмешательство                         | The Intervention                         | Питер               |
| 2017      | ф   | Девушка, которая придумала поцелуи    | The Girl Who Invented Kissing            | Джимми              |
| 2017      | ф   | Никогда здесь не была                 | Never Here                               | Энди Уильямс        |
| 2019      | с   | Перерождение                          | The Passage                              | агент Кларк Ричардс |
| 2020      | ф   | Ледяной капкан                        | Centigrade                               | Мэтт                |
| 2020      | кор | —                                     | 618 to Omaha                             | Эд Мерриуэзер       |
| 2021      | мс  | Тихоокеанский рубеж: Тёмная зона      | Pacific Rim: The Black                   | Джоэл               |